# Cyphoderia ampulla
Cyphoderia ampulla is een soort in de taxonomische indeling van de Rhizopoda. Deze micro-organismen hebben geen vaste vorm en hebben schijnvoetjes. Met deze schijnvoetjes kunnen ze voortbewegen en zich voeden. Het organisme komt uit het geslacht Cyphoderia en behoort tot de familie Cyphoderiidae. Cyphoderia ampulla werd in 1878 ontdekt door Leidy.